# Miquel Scarlett
Miquel Howard Hugh Scarlett (Londra, 27 settembre 2000) è un calciatore guyanese con cittadinanza britannica, difensore del Folkestone Invicta e della nazionale guyanese.

## Carriera

### Nazionale
Il 25 marzo 2021 ha esordito con la nazionale guyanese giocando l'incontro perso 3-0 contro Trinidad e Tobago, valido per le qualificazioni al campionato mondiale di calcio 2022.

## Statistiche

### Cronologia presenze e reti in nazionale
| Cronologia completa delle presenze e delle reti in nazionale ― Guyana | Cronologia completa delle presenze e delle reti in nazionale ― Guyana | Cronologia completa delle presenze e delle reti in nazionale ― Guyana | Cronologia completa delle presenze e delle reti in nazionale ― Guyana | Cronologia completa delle presenze e delle reti in nazionale ― Guyana | Cronologia completa delle presenze e delle reti in nazionale ― Guyana | Cronologia completa delle presenze e delle reti in nazionale ― Guyana | Cronologia completa delle presenze e delle reti in nazionale ― Guyana |
| Data                                                                  | Città                                                                 | In casa                                                               | Risultato                                                             | Ospiti                                                                | Competizione                                                          | Reti                                                                  | Note                                                                  |
| --------------------------------------------------------------------- | --------------------------------------------------------------------- | --------------------------------------------------------------------- | --------------------------------------------------------------------- | --------------------------------------------------------------------- | --------------------------------------------------------------------- | --------------------------------------------------------------------- | --------------------------------------------------------------------- |
| 25-3-2021                                                             | San Cristóbal                                                         | Trinidad e Tobago                                                     | 3 – 0                                                                 | Guyana                                                                | Qual. Mondiali 2022                                                   | -                                                                     | 56’                                                                   |
| 30-3-2021                                                             | Santo Domingo                                                         | Guyana                                                                | 4 – 0                                                                 | Bahamas                                                               | Qual. Mondiali 2022                                                   | -                                                                     | 82’                                                                   |
| 4-6-2021                                                              | Basseterre                                                            | Saint Kitts e Nevis                                                   | 3 – 0                                                                 | Guyana                                                                | Qual. Mondiali 2022                                                   | -                                                                     |                                                                       |
| 8-6-2021                                                              | Basseterre                                                            | Guyana                                                                | 0 – 2                                                                 | Porto Rico                                                            | Qual. Mondiali 2022                                                   | -                                                                     | 46’                                                                   |
| Totale                                                                |                                                                       | Presenze                                                              | 4                                                                     |                                                                       | Reti                                                                  | 0                                                                     |                                                                       |